# Nakamura Tarō
Nakamura Tarō (jap. 中村 太郎; * 2. Januar 1918 in Katsunuma, Präfektur Yamanashi; † 22. April 2011 in Kōfu, Präfektur Yamanashi) war ein japanischer Politiker der Liberaldemokratischen Partei (LDP).

## Leben
Nakamura Tarō studierte nach dem Schulbesuch an der Waseda-Universität und trat nach dem Eintritt Japans in den Zweiten Weltkrieg 1941 seinen Militärdienst in der Kaiserlich Japanischen Armee an. Zuletzt wurde er während seiner Verwendung in der Mandschurei zum Hauptmann befördert, ehe er nach dem Ende des Krieges als Vorsitzender des (damals noch gewählten) Bildungsausschusses der Stadt Yamanashi tätig wurde. Bei den Regionalwahlen im April 1959 wurde er als LDP-Kandidat für die erste von vier Legislaturperioden ins Präfekturparlament gewählt, er wurde später Parlamentspräsident und Vorsitzender des LDP-Präfekturverbandes.
Im Juli 1974 wurde er als Vertreter der LDP für die Präfektur Yamanashi (ein Mandat pro Wahl) in das Oberhaus (Sangiin) gewählt und gehörte dem sogenannten „Haus der Räte“ bis 1992 an. Während der ersten Amtszeit von Premierminister Ōhira Masayoshi war er zwischen Dezember 1978 und November 1979 Parlamentarischer Unterstaatssekretär bei Finanzminister Kaneko Ippei.
Während seiner Mitgliedschaft im Haus der Räte war er nicht nur stellvertretender Vorsitzender der LDP-Fraktion, sondern auch Vorsitzender eines Sonderausschusses für Steuern.
Als Mitglied der Takeshita-Faktion, der Faktion von Premierminister Takeshita Noboru, wurde er am 6. November 1987 zum Arbeitsminister (Rōdō-daijin) in dessen Kabinett berufen und nahm dieses Amt bis zur Umbildung des Kabinetts am 27. Dezember 1988 wahr.
Nach seinem Ausscheiden aus dem Oberhaus 1992 war er zeitweise Vorsitzender der Verkehrssicherheitsgesellschaft der Präfektur Yamanashi. Er verstarb 93-jährig am 22. April 2011. Sein Sohn Nakamura Toshio ist als Professor an der Waseda-Universität tätig.